# Michelle Watersonová
Michelle E. Watersonová (nepřechýleně Waterson; * 6. ledna 1986 Colorado Springs, Spojené státy americké) je americká bojovnice smíšených bojových umění (MMA), modelka a příležitostná herečka thajského původu.

## Životopis
Narodila se v Coloradu Springs, ale vyrůstala v Auroře, kde navštěvovala střední školu. Bojovým uměním se začala věnovat v deseti letech. Po maturitě začala kariéru modelky v roce 2004. Pak nastoupila na University of Denver, ale studia nedokončila, protože se rozhodla pro kariéru profesionální bojovnice. Svůj debut v profesionálním MMA zaznamenala v roce 2007 a 5. dubna 2013 se stala šampionkou organizace Invicta Fighting Championships v atomové váze (do 48 kg). V dubnu 2015 podepsala Watersonová smlouvu s nejprestižnější organizací na světě Ultimate Fighting Championship (UFC). Podle Fight Matrix byla Watersonová světovým číslem 1 v letech 2013–2014 v atomové váze. V současné době patří v UFC do nejlepší desítky v slámové váze a je v žebříčku osmá. V roce 2017 se objevila na titulní stránce prestižního magazínu ESPN Body Issue.

## UFC
Ve svém UFC debutu přebíjela Angelu Maganu ve všech disciplínách a ve třetím kole zápas ukončila, když po kopu do hlavy a úderech srazila soupeřku na zem a tam ji donutila odklepat na rear-naked choke.
Na galavečeru ”UFC on Fox 22”, který se odehrál v kalifornském Sacramentu, porazila Paige VanZant stylem rear-naked choke a vysloužila si tak bonus za výkon večera.
Následně podlehla Rose Namajunas, když ji porazila na Rear Naked Choke ve druhém kole. Další zápas prohrála s Teciou Torres na body. Po těchto dvou porážkách těsně zvítězila nad Cortney Casey.
Následující zápas vyhrála 3:0 na body na turnaji UFC 229, který patří k nejsledovanějším turnajům MMA hlavně díky irské hvězdě Conorovi McGregorovi, který se postavil Dagestánci Chabibu Nurmagomedovi.
Na turnaji UFC on ESPN: Barboza vs. Gaethje se Michelle utkala s Karolinou Kowalkiewicz. Tu nakonec porazila na body.
Na turnaji UFC Fight Night 161: Joanna vs. Waterson se Michelle v hlavním zápase večera utkala s bývalou šampionkou Joannou Jędrzejczyk. Tento zápas prohrála na body.

## Filmografie
- Super Mac (2010)
- Noc hrůzy (2011)
- Jackie (2012)
- Noční směna (2014)

## Osobní život
Je matkou dcery a jejím manželem je Joshua Gomez.